# Edward Childs Carpenter
Edward Childs Carpenter (Filadelfia, 13 dicembre 1872 – Guildford, 28 giugno 1950) è stato un commediografo e sceneggiatore statunitense.

## Spettacoli teatrali
- The Barber of New Orleans
- The Tongues of Men
- The Cinderella Man (Broadway, 17 gennaio 1916)
- The Pipes of Pan
- The Three Bears
- Bab
- Pot Luck
- Connie Goes Home
- Scotch Mist
- The Bachelor Father
- Whistling in the Dark
- Melody
- Order Please
- Public Relations

## Filmografia
- Captain Courtesy, regia di Phillips Smalley e Lois Weber (1915)
- The Tongues of Men, regia di Frank Lloyd (1916)
- The Challenge, regia di Donald MacKenzie (1916)
- The Cinderella Man, regia di George Loane Tucker (1917)
- The Make-Believe Wife, regia di John S. Robertson (1918)
- Three Men and a Girl, regia di Marshall Neilan (1919)
- Pardon My French, regia di Sidney Olcott (1921)
- La creola della Luisiana (The Love Mart), regia di George Fitzmaurice (1927)
- The Leopard Lady, regia di Rupert Julian (1928)
- The Bachelor Father, regia di (non accreditato) Robert Z. Leonard (1931)
- Le Père célibataire, regia di Chester M. Franklin, Arthur Robison (1931)
- Whistling in the Dark
- Glück im Schloß, regia di Hasso Preiß, Robert Neppach (1933)
- Ungkarlspappan, regia di Gustaf Molander (1935)
- Una notte a New York (One New York Night), regia di Jack Conway (1935)
- The Perfect Gentleman, regia di Tim Whelan (1935)
- Whistling in the Dark
- La prima notte in tre (Whistling in the Dark), regia di S. Sylvan Simon (1941)
- Frutto proibito (The Major and the Minor), regia di Billy Wilder (1942)
- Il nipote picchiatello (You're Never Too Young), regia di Norman Taurog (1955)